# 組織犯罪
組織犯罪（そしきはんざい）とは、暴力その他不当な方法によって、金品を取得するなどの行為を組織的・職業的に行うグループによる犯罪をいう。典型的には暴力団、マフィア、麻薬カルテルなどによる犯罪をいう。

## 概要
古典的には暴力団による殺人や傷害のような粗暴犯が想起されるが、21世紀においては組織犯罪としての薬物犯罪(麻薬)、知能犯・経済犯罪なども発生している。特殊詐欺は、「架け子」「受け子」「出し子」などの役割分担を伴って遂行される組織犯罪の典型例であり、捜査を避けるため海外に拠点を持ったり、構成員の人数が100名を超えるような大規模事案も存在する。
犯罪組織自体が犯罪行為を目的に構成されることが多く、犯罪組織内では役割分担が行われており、同種の犯罪行為が繰り返し行われることが多い。組織自体の機能を停止させるためには、代替性のある末端構成員のみならず上位者・首謀者を検挙することが必要となる。
ちなみによく犯罪組織に対する「結社の自由」に取り上げられ日本でも議論になるが、イタリア、香港などの地域は犯罪組織の結社の自由を禁止している。

## 国際的な組織犯罪対策
国際的な組織犯罪に国際社会として一貫して対応するため、各国政府も高い関心を持って対策の枠組みを構築・運用している。国際組織犯罪の対策を行う国際的な枠組みには次のようなものがある。
- リヨン・グループ（G8）
- 金融活動作業部会（FATF） - 日本国内では関連して組織的な犯罪の処罰及び犯罪収益の規制等に関する法律（組織犯罪処罰法）に基づく本人確認等が行われている。
- 金融犯罪に関するG7作業部会
- 薬物犯罪関係
  - 国連薬物統制計画（UNDCP）
  - ダブリン・グループ
- テロ対策関係
  - G8テロ専門家会合
- 国連国際組織犯罪条約

## 例
- シンジケート
- ストリートギャング
- 暴力団
- 半グレ
- 窃盗団
- マフィア
- テロ組織
- 麻薬カルテル
- 地下銀行 - 犯罪収益を密かに別の金融機関に送金する組織。資金を集めることによりその出所を秘匿する。
- 匿名・流動型犯罪グループ
- 移動型組織犯罪グループ